# Зарубіна Ольга Володимирівна
Ольга Володимирівна Зарубіна (нар.. 29 серпня 1958, Москва) — радянська і російська естрадна співачка та актриса, Заслужена артистка РРФСР (1990).

## Біографія
Ольга Зарубіна народилася 29 серпня 1958 року. Виросла в селищі Москворечє. Рідний батько Ольги був заможною людиною. У сталінські часи мав машину, гараж і ювелірні коштовності. Помер у віці 35 років, коли дочці було 2 роки. У той час у родині з'явився вітчим — грубий, деспотичний чоловік, який працював охоронцем доба через троє. Грошей стало не вистачати і, щоб якось прогодувати сім'ю, мати працювала на хімічному заводі в дві зміни. Старший (на 10 років) брат Ольги, Саша, у віці 18 років в результаті перенесеної ангіни отримав важкі ускладнення на серце (трьохклапанний порок серця) і, опинившись паралізованим, зумів з часом стати на ноги. Помер у 1983 році в тому ж віці, що і батько. У Ольги є зведена сестра Тетяна.

### Освіта
|  | «На сцену вперше вийшла в піонерському таборі. І таку ганьбу сталася - забула слова! Ох вже ж і наревілась та вирішила для себе: більше співати не буду!» |

Полюбила спів ще в дитячому садочку. У піонерському таборі імені В. І. Леніна вперше вийшла на сцену. В 10 років, побачивши по телевізору граючого піаніста, зацікавилася грою на фортепіано і пішла до музичної школи, в якій провчилася 7 років попутно з основною. У загальноосвітній школі брала участь у всіх музичних конкурсах та виставах. Закінчивши школу в 1975 році вступила до Московського медичного училища № 37 (нині Медичний коледж № 5 [Архівовано 22 березня 2022 у Wayback Machine.]). Провчилася в ньому 2 роки, здала практику в інституті нейрохірургії і здобула професію медсестри. Але професія ще довго не знадобилася майбутній співачці.
|  | «До медичного училища я вступила за порадою матері. Думаю, їй та вітчиму хотілося, щоб я швидше стала самостійною і пішла з дому». |

### Творчість
Навчаючись у медичному училищі, Ольга Зарубіна співала на вечорах відпочинку в студентському ансамблі. На одному з конкурсів вона і учасник колективу Сергій Коржуков (майбутній соліст групи «Лісоповал»), який теж навчався в цьому училищі, виконали пісні з кінофільму «Романс про закоханих», після чого зайняли перші місця. Цей дует помітив на конкурсі шансонє Олександр Заборський і запросив обох у свою групу «Поштовий диліжанс» при московському Головпоштамті. Так Ольга навчалася в училищі і, у вільний час, співала в новому колективі. Перша зустріч з композитором В'ячеславом Добриніним відбувалася на Головпоштамті у 1977 році. Добринін запропонував популярному ансамблю «Лейся, песня» (керівник — Михайло Шуфутинський) прослухати юну співачку. Ольга пройшла прослуховування і записала з ансамблем бек-вокалом пісню «От побачиш».
Перша поява Ольги Зарубіної на телеекрані відбувається все в тому ж 1977 році в телепередачі «Споёмте, друзья!», з «Пісенькою про капітана».
У 1977 році на конкурсі молодих виконавців в ДК ім. Горбунова на юну співачку звернув увагу композитор Давид Тухманов, що сидів у журі. Він записав у блокнот прізвище співачки і пообіцяв незабаром написати пісню для неї. І він дотримав свою обіцянку. Через рік пісня Давида Тухманова «Так не повинно бути» на вірші поета Леоніда Дербеньова була виконана співачкою в новорічному «Блакитному вогнику» (ефір 1 січня 1979 р.) дуетом з артистом Михайлом Боярським, що принесло Зарубіній всесоюзну популярність. Також був відзнятий номер для фестивалю «Пісня року» (однак згодом номер був вирізаний з телеефіру).
Після того конкурсу, в кінці 1977 року, за порадою Тухманова Ольгу Зарубіну запросив працювати до ВІА «Музика» (художній керівник Микола Воробйов), строгий і відповідальний керівник, на виконання головної жіночої ролі Ассоль в опері-феєрії «Алые паруса», композитором і поетом якої виступив Андрій Богословський. Ольга Зарубіна не лише блискуче виконала дану їй роль (у дитячій та підлітковій партії), але і записала з ансамблем пісні: «Весняне безсоння», «Я до тебе приїду», «Не завжди», «Не красень» тощо. В 1979 році до кінофільму «Літні гастролі» вона виконала пісні: «Радість моя» та «Візьми мене з собою» композитора Олексія Мажукова і поета Михайла Таніча. У 1980 році ВІА «Музика» розпався через неправдиве звинувачення його керівника нібито в тому, що він вкрав і продав музичні інструменти у свого колективу. Микола Воробйов покинув ансамбль. Скориставшись «випадком», керівник з Москонцерту Михайло Ілліч Якон створив ансамбль «Метроном» та забрав частину складу, включаючи Ольгу Зарубіну, з ВІА «Музика». Недовго пропрацювавши в новому колективі, Зарубіна пішла з нього на сольне відділення Москонцерту. Прийшовши до «Метронома» ще нікому не відомий музикант Олександр Вигузов (пізніше Малінін) зав'язав з Ольгою роман. У 1983 році пара одружилася, але трирічний шлюб виявився неміцним. У 1985 році вони розлучилися, відразу після того як народилася їх дочка Кіра.
|  | «Одружитися треба було хоча б тому, що у Саші не було московської прописки. Сама йому ж і підказала». |

Ольга Зарубіна багаторазово брала участь у телепередачі «Ширше коло» (1977—1991 рр., в тому числі була ведучою випусків програми до свят 8 березня, 7 листопада і Нового року в 1983 році). Неодноразово брала участь у передачі «Ранкова пошта» (1982, 1983, 1985 і 1986 років). Для неї писали пісні найвідоміші композитори і поети: Олексій Мажуков, Михайло Таніч, Леонід Дербеньов, В'ячеслав Добринін, Михайло Рябінін, Ігор Азаров та багато інших.
Після розлучення вона співала в ресторані готелю «Космос». У 1985 році вийшов сольний міньйон «Лялька», виданий фірмою «Мелодія».
У 1987 році Ольга Зарубіна познайомилася з майбутнім чоловіком, відомим адміністратором Володимиром Євдокимовим, який допоміг їй повернутися на естраду і влаштував їй гастролі. Найбільший успіх прийшов у кінці 1980-х років, коли Зарубіна двічі виходила до фіналу телевізійного фестивалю «Пісня року» (1987 році — з найпопулярнішою своєю піснею «На теплоході музика грає», а у 1989 — з піснею «Разгуляй»). У 1988, 1990 і 1991 роках брала участь у проміжних випусках фестивалю). У 1988 році співачка стала лауреатом фестивалю радянської пісні в Зеленій Гурі.
У 1988 році на екрани вийшов фільм «Приморський бульвар», в якому Ольга Зарубіна заспівала дві пісні, одну з них («Чому ми не разом?») дуетом зі співаком Євгеном Головіним. У 1991 році Ольга Зарубіна створила один з самих жіночних образів на екрані, зігравши знахарку у фільмі «Шалена Лорі».
В кінці 1980-х років у телепередачі «Прожектор перебудови» був показаний сюжет про виступ Ольги Зарубіної під фонограму на концерті в Чебоксарах. Після цього кар'єра співачки пішла на спад.
В червні 1991 року через творчу незадоволеність Ольга Зарубіна зважилася полетіти з чоловіком і донькою до США. Працювала в Сіетлі медсестрою, потім — медичним перекладачем. Записала два альбоми, але другий випустити тираж не вдалося: у ньому було дуже багато пісень, записаних після припинення кар'єри Ольги.
У 2007 році на запрошення каналу НТВ Ольга Зарубіна повернулася в Росію для участі в програмі «Ти суперстар!». З цього моменту продовжилася робота на батьківщині. Зарубіна взяла участь у багатьох телевізійних програмах, об'їздила міста Росії з гастрольним туром.
У 2008 році помер її чоловік Володимир Євдокимов. Через рік на ювілейному концерті ГУВС Московської області познайомилася з адміністратором Андрієм Саловим, який невдовзі став її третім чоловіком.
У 2012 році вийшов новий диск Ольга Зарубіна «Не випадково», до якого увійшли як нові пісні, так і перевірені шлягери («Розлучниця», «Пароплав», «Небо дитинства», «Так не повинно бути» та інші), записані в нових аранжуваннях.
У грудні 2015 року була записана нова пісня «Човник» (А. Карелін — Л. Рубальська).

## Дискографія
- 1985 — «Лялечка» (міньйон)
- 1992 — «Очікування»
- 1996 — «Дурман кохання» (невиданий альбом)
- 2009 — «Зірки радянської естради. Хіти 1980-1990-х» (збірник)
- 2012 — «Не випадково»

## Дуети
- Микола Караченцов — пісні «Як близько ти і далеко»[8]
- Олександр Сєров — пісні «Круїз» та «Рідні очі».
- Євген Головін — «Чому ми не разом?» (фільм Приморський бульвар).
- Михайло Боярський — пісні «Так не повинно бути», «Небо дитинства», «Ти, я і пісня».
- Михайло Муромов — пісня «Птах — синє крило».
- Олег Ухнальов — пісня «Річенька».
- Григорій Рубців — пісня «Переведи годинник назад».
- Сергій Переверзєв — пісня «Не випадково»

## Фільмографія
| Рік  |   | Назва               | Роль                                         |
| ---- | - | ------------------- | -------------------------------------------- |
| 1979 | ф | Літні гастролі      | пісні «Радість моя» та «Візьми мене з собою» |
| 1988 | ф | Приморський бульвар | пісні «Тінь», «Чому ми не разом?»            |
| 1991 | ф | Божевільна Лорі     | Лорі Макгрегор, лісова самітниця             |

## Родина
- 1983—1985 — перший чоловік — Олександр Малінін, співак[9]
- 1992—2008 — другий чоловік — Володимир Євдокимов, помер від раку шлунка 28 липня 2008 року[10]
- 2010 —2017 третій чоловік — Андрій Володимирович Салов[11](екс-учасник групи «Ласкавий травень», екс-директор Олександра Буйнова, директор співачки в даний час).

- - дочка Кіра (1985) — навчається і працює в США, іноді виступає як співачка в нічних клубах[12].

## Відео
- «На теплоході музика грає» [Архівовано 25 листопада 2017 у Wayback Machine.]
- Ольга Зарубіна в передачі НТВ "Конкурентки Пугачової [Архівовано 23 квітня 2013 у Wayback Machine.]
- Ольга Зарубіна — «Пісня Ляльки» [Архівовано 19 листопада 2019 у Wayback Machine.]